# Моісєєва Наталія Іванівна
Моісєєва Наталія Іванівна (нар. 25 жовтня 1964) — кандидат філософських наук, доктор економічних наук, професор, завідувачка кафедри ЮНЕСКО «Філософія людського спілкування» та соціально-гуманітарних дисциплін Державного біотехнологічного університету.

## Біографія
Наталія Іванівна народилася 25 жовтня 1964 року у м. Куп'янськ Харківської області.
У 1982 році вступила до Харківського державного університету ім. М. Горького.
У 1987 році закінчила Харківський державний університет ім. М. Горького.
У 1992 році закінчила Харківський державний педагогічний інститут імені  Г. Сковороди.
З 1993 по 2002 року працювала на посаді викладача кафедри україно- та слов'янознавства Харківського інституту механізації та електрифікації сільського господарства.
У 2001 році захистила кандидатську дисертацію «Ментальність і місцеве самоврядування: взаємозв'язок, проблеми, протиріччя».
З 2002 по 2017 роки працювала на посаді доцента кафедри ЮНЕСКО «Філософія людського спілкування» та соціально-гуманітарних дисциплін Харківського національного технічного університету сільського господарства імені Петра Василенка.
У 2004 році Наталія Іванівна отримала вчене звання доцента.
З 2008 року керівник Комітету у справах молоді і спорту.
З 2017 по 2021 роки працювала на посаді завідувачки кафедри ЮНЕСКО «Філософія  людського  спілкування» та соціально-гуманітарних дисциплін Харківського національного технічного університету сільського господарства імені  Петра Василенка.
У 2019 році захистила докторську дисертацію на тему «Інноваційність туристичної сфери регіону в умовах сталого розвитку: стратегічний вимір».
У 2021 році Наталія Іванівна отримала вчене звання професора.
З 2021 по теперішній час завідувачка  кафедри ЮНЕСКО «Філософія людського спілкування» та  соціально гуманітарних дисциплін Державного біотехнологічного університету.
У 2023 році головний науковий співробітник лабораторії економіки та маркетингу інновацій ІТ НААН України.

## Праці
Наталія  Іванівна автор близько 220 навчально-методичних та наукових публікацій у вітчизняних та зарубіжних наукових виданнях, співавтор 4 монографій, співавтор 1 підручника.
Наукові інтереси: філософія  спілкування, педагогіка та методика викладання у вищій школі, проблеми духовного і фізичного розвитку молоді, гендерні питання в Україні, виховна робота у ЗВО та студентське самоврядування, соціальні проблеми сучасної молоді та перспективи їх вирішення, соціально-комунікативна діяльність та комінкативні практики, філософія туризму, феномен туризму в філософському та економічному аспектах.

## Відзнаки та нагороди
- почесні грамоти Головного управління у справах сім'ї, молоді та спорту Харківської обласної державної адміністрації;
- почесні грамоти Професійної спілки працівників агропромислового комплексу України;
- почесні грамоти Харківського обласного Олімпійського комітету;
- подяки Міністерста аграрної політики та продовольства України;
- подяки Харківського міського Голови;
- подяки Українського товариства охорони пам'яток історії та культури Харківської обласної державної адміністрації;
- подяки Національного літературно-меморіального  музею Г. Сковороди.